# Công đồng Nicaea I
Công đồng Nicea thứ nhất là công đồng gồm những  Giám mục Kitô giáo được triệu tập tại Nicea thuộc xứ Bithini (ngày nay là xứ Iznik của Thổ Nhĩ Kỳ) bởi Hoàng đế La Mã Constantine I vào năm 325 công nguyên. Công đồng này có ý nghĩa lịch sử như là nỗ lực đầu tiên nhằm đạt đến sự thống nhất trong Giáo hội Kitô giáo.
Mục đích đầu tiên của việc triệu tập công đồng là nhằm tiêu diệt những người theo dị giáo Arian và thống nhất thờ phượng ngày Lễ Phục Sinh.

## Khái quát

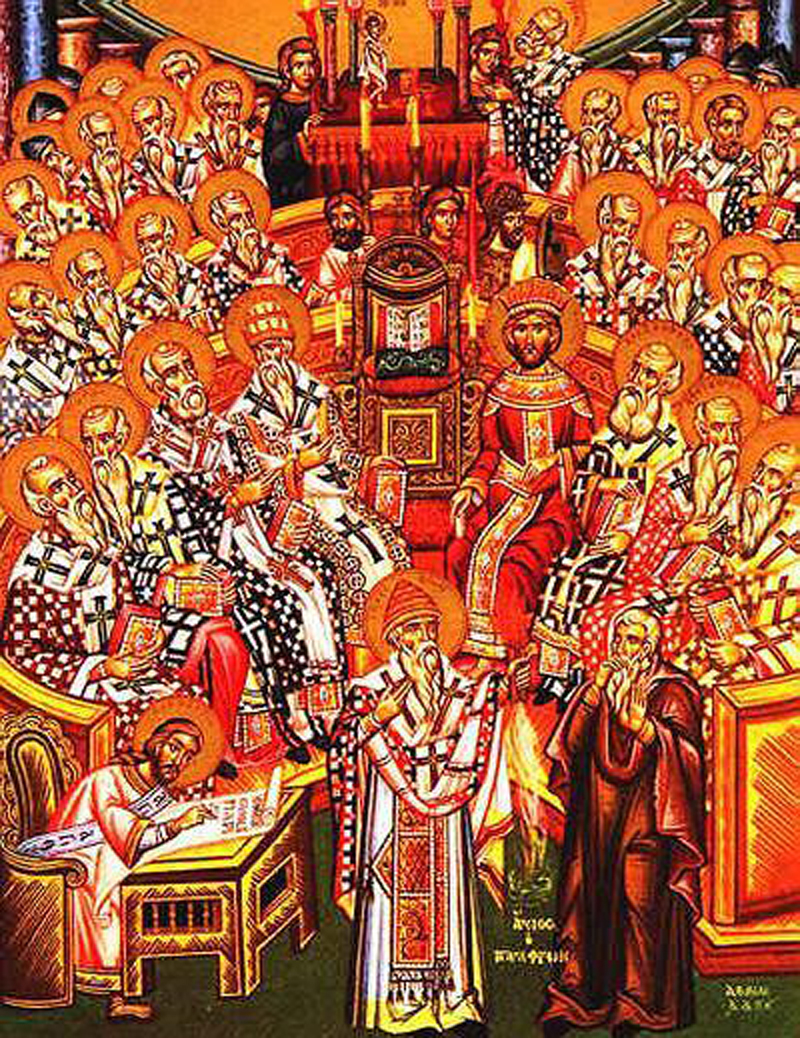
Biểu tượng của Chính thống giáo miêu tả Công đồng Nicea

Công đồng Nicea I thường được xem là Công đồng đại kết đầu tiên của Kitô giáo. Ý nghĩa quan trọng nhất của công đồng này là nó đã tạo nên Giáo lý Kitô giáo thống nhất lần đầu tiên được gọi là Tín điều Nicea. Điều này đặt cơ sở cho việc thống nhất đức tin đối với toàn bộ những người theo Kitô giáo
Bắt nguồn từ tiếng Hy Lạp: oikoumenikos, chữ "ecumenical" nghĩa đen có nghĩa là "toàn thế giới" nhưng thường để chỉ trong phạm vi Đế quốc La Mã, như trong lời tuyên bố của Augustus tự xem mình là người cai trị oikoumene/toàn thế giới. Việc sự sử dụng thuật ngữ này xuất hiện lần đầu trong tác phẩm Cuộc sống Constantine 3.6 của Eusebius được viết vào khoảng năm 338. Trong đó ông viết: "σύνοδον οἰκουμενικὴν συνεκρότει" (ông triệu tập một Công đồng Đại kết). Ngoài ra còn được dùng trong Ad Afros Epistola Synodica của Athanasius năm 369, và Thư gửi cho Đức Thánh Cha Damasus I và các Giám mục Latinh từ Công đồng Đầu tiên tại Constantinople vào năm 382.
Mục đích của Công đồng là giải quyết những bất đồng nổi lên từ bên trong Hội thánh Alexandria về bản chất của Đức Chúa Giê-su trong mối quan hệ với Đức Chúa Cha trên trời; cụ thể, có hai ý kiến tranh cãi là Chúa Giê-su có phải Con Một thật sự của Thiên Chúa không, hay chỉ là con trên danh nghĩa, giống như "những tạo vật khác của Thiên Chúa". Thánh Alexander thành Alexandria và thánh Athanasius đại diện cho phe thứ nhất; đại diện cho phe còn lại là Arius, mà từ nhân vật này, thuật ngữ Arian controversy (cuộc tranh cãi về Arian) xuất hiện. Công đồng này đã quyết định chống lại những người theo thuyết của Arius một cách mãnh liệt (trong số khoảng 250-318 người tham dự, chỉ có hai người biểu quyết đồng tình với Arius và họ bị đầy tới Illyria).
Một kết quả khác của Công đồng là một thỏa thuận về thời gian kỷ niệm Sự Sống Lại của Chúa Giê-su, hay Lễ Phục Sinh theo lịch Giáo hội. Công đồng này đã quyết định kỷ niệm Lễ Phục Sinh vào ngày thứ nhất đầu tiên sau trăng tròn đầu tiên tính từ ngày xuân phân. Việc xác định này tách khỏi lịch của người Hêbơrơ. Công đồng đã cho phép Giám mục thành Alexandria (sử dụng lịch Alexandria) để loan báo nhật kỳ chính xác hàng năm của ngày lễ cho các Giám mục khác.

## Triệu tập và mục đích

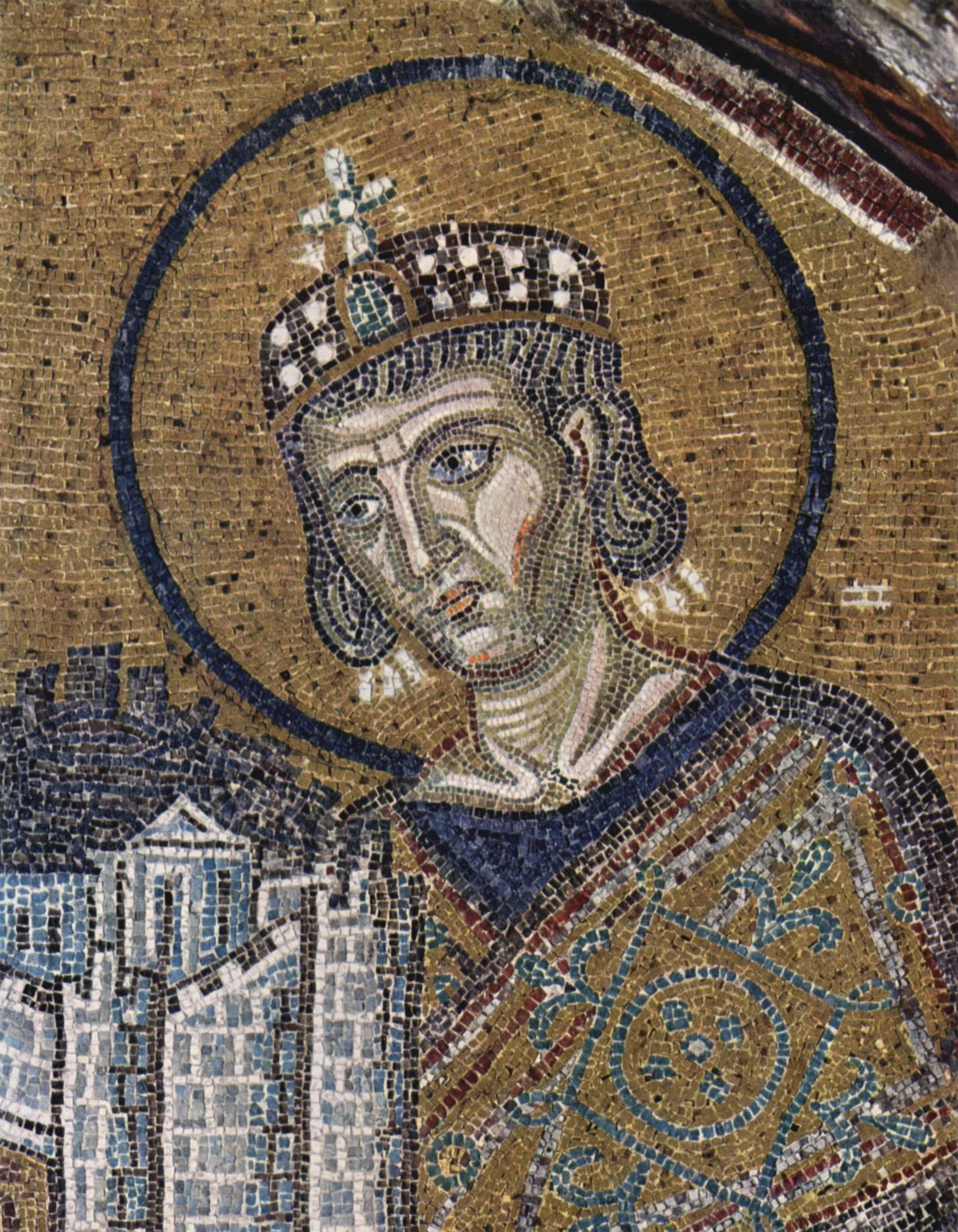
Constantine đại đế, khảm trong Nhà thờ Hagia Sophia, Istanbul, khoảng 1000).

Constantine I lúc này là Hoàng đế của cả Đế quốc La Mã, vì vậy để tránh sự chia rẽ trong nội bộ đế quốc, sau khi đã tiếp nhận bản kiến nghị từ Thượng hội đồng Giám mục do Hosius, Giám mục Córdoba đề xuất về Mùa Phục Sinh, ông đã quyết định triệu tập công đồng gồm các Giám mục trong đế quốc, nhằm xác định những điều phải tin. Ông cho đây chỉ là chuyện cãi lộn, vô ích và nguy hại đến an ninh chung. Đây cũng là cơ hội để ông tiếp xúc với những người có nhiều ảnh hưởng tinh thần đối với dân chúng, đồng thời để tỏ ra ông là người bảo trợ và ân nhân của Giáo hội, trong khi ông tin vận mạng hội thánh từ nay gắn liền với vận mạng đế quốc.
Trong thư gửi các bên tranh luận, Constantine I viết: "...Thực ra mấy kẻ hiểu được một vấn đề khó khăn đến thế, và ai có thể giải thích thỏa đáng? Các ông đâu có gì khác nhau về các giới luật, cũng đâu thêm thắt tín điều nào mới liên quan đến việc tôn thờ Thiên Chúa. Cả hai đều cùng một tâm tư nên dễ dàng hòa hợp với nhau. Thế mà các ông cứ ngoan cố cãi vã về những chuyện không đâu, lai còn lợi dụng uy tín trong dân để kéo họ vào cuộc tranh cãi. Thật không phải lẽ và bất xứng....Hãy giữ sao giữa các ông có sự chân thành và thân hữu, có chân lý của đức tin, có việc tuân thủ luật Chúa. Hãy cậy dựa vào đức bác ái và đưa dân chúng trở lại hiệp nhất với nhau".
Đây là Công đồng toàn thể đầu tiên trong lịch sử Giáo hội kể từ Công đồng Sứ đồ được tổ chức tại Jerusalem. Ở Công đồng Nicea, "Giáo hội đã đạt được một bước dài đầu tiên để xác định học thuyết chính xác nhằm chống lại thử thách của thần học dị giáo gây ra".

## Tham dự

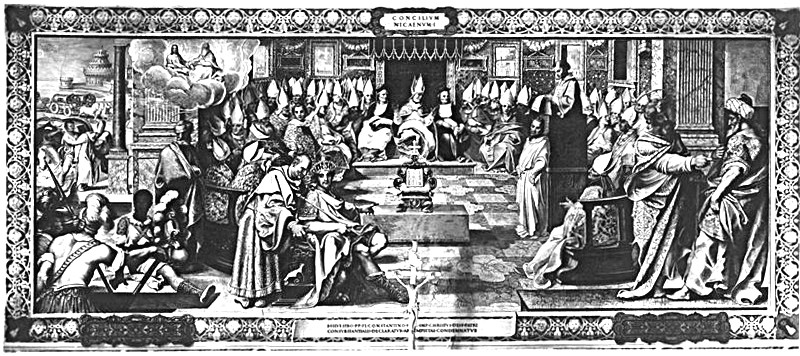
Mô tả công đồng Nicea trong phòng khách Sistine ở Vatican

Constantine đã mời tất cả 1800 Giám mục của hội thánh Cơ đốc (khoảng 1000 người ở phương đông và 800 ở phương tây), nhưng số lượng người tham dự ít hơn nhiều. Eusebius thành Caesarea đếm được 250 người, Athanasius thành Alexandria đếm được 318 người, còn Eustathius thành Antioch đếm được "khoảng 270" người (ba người này đều có mặt tại Công đồng). Socrates Scholasticus ghi nhận có hơn 300 người and Evagrius,, Evagrius, Hilariút, Giêrônimô, Dionysius Exiguus và Rufinus ghi nhận có 318 người.
Các Giám mục tham dự được tự do đi lại từ các nhà thờ của mình đến địa điểm diễn ra công đồng, được sắp xếp lưu trú tại đó. Tuy nhiên những Giám mục này không đi một mình; mỗi người đều được phép mang theo mình hai thầy tế lễ và ba trợ tế, do đó tổng số tham dự viên có lẽ khoảng trên 1500 người. Eusebius cho biết có rất nhiều người đi tháp tùng các thầy tế lễ, trợ tế và những người hầu việc.
Một sự nổi bật có liên quan đến công đồng này là việc bắt bớ các tín hữu cơ đốc đã chấm dứt bằng Chỉ dụ Milan tháng 2 năm 313. Trong công đồng này, các Giám mục Phương Đông chiếm đa số. Các phiên họp được đặt dưới sự điều hành của ba Giám mục: Osio thành Cordoba, Eusthates thành Antiokia và Eusebius thành Cesarea. Ngoài ra còn có Giám mục của Syri, Kiliki, Phơniki, Lybi và Thêbai. Giám mục Thêôđoret cho biết, trong số họ, có Paulus ở Nêôxêsarêat với hai bàn tay liệt, Giám mục Paphnutius bị đâm hư một mắt và cả nhiều người khác nữa mang dấu thương tích của thời kỳ cấm đạo. Từ phương Tây chỉ có 5 Giám mục tới, một từ Tây Ban Nha. Giáo hoàng Sylvestrô vì tuổi già không tới được, cử hai linh mục Vitus và Vinzenz đại diện.
Athanasius là thư ký của Giám mục Alexandria, người đã tuyệt thông Arius. Với tư cách phó tế, ông tháp tùng Giám mục tham dự công đồng và là người đương đầu với phe Arius. Những người ủng hộ Arius bao gồm Secundus của Ptolemais, Theonus của Marmarica, Zphyrius, và Dathes, tất đều từ Pentapolis. Số khác bao gồm Eusebius của Nicomedia, Paulinô Tyrus, Actius của Ly-đa, Menophantus, và Theognus Nicea.
Eusebius đã miêu tả ngày khai mạc công đồng: "Các Giám mục tiến vào trong đại sảnh và ngổi ghế theo thứ bậc của mình... Ngay khi nghe báo hiệu Hoàng đế đến, tất cả các Giám mục đứng dậy,và đúng lúc đó, nhà vua tiến vào giữa những bậc vị vọng. Ông xuất hiện như thiên thần của Chúa. Ông làm cho mọi người chóa mắt bởi long bào đỏ rực, bởi vàng ngọc trang sức chói ngời".

## Chương trình nghị sự
Chương trình nghị sự của công đồng bao gồm:
1. Vấn đề Arian đánh giá mối quan hệ giữa Đức Chúa Cha và Giêsu, nghĩa là Chúa Cha và Con cùng một bản thể duy nhất?
2. Ngày giờ cử hành Lễ Tiệc Thánh (nghi thức ăn bánh và uống rượu nho) vào ngày Lễ Vượt Qua (ngày 14 tháng Nissan) hay là vào ngày Lễ Phục Sinh (ngày Chúa nhật đầu tiên tính từ sau ngày 15 tháng Nissan).
3. Ly giáo của Meletius.
4. Tính hợp lệ của phép Báp têm được cử hành bởi người dị giáo.
5. Phán xét những người sa ngã trong chiến dịch bắt bớ dưới triều đại Lixiniút.

Công đồng chính thức khai mạc ngày 20 tháng 5 tại trung tâm của cung điện hoàng gia với những cuộc thảo luận sơ khởi về vấn đề Arian. Trong những cuộc thảo luận này, một số nhân vật nổi bật là Ariút cùng với một số người theo ông ta. "Chừng 22 Giám mục tại Công đồng, do Eusebius thành Nicomedia đến để ủng hộ cho Ariút. Nhưng khi một số những tham luận trong các bài viết của ông ta được đọc lên, thì hầu như đại đa số cho rằng những tài liệu ấy là phạm thượng."
Ngày 19 tháng 6 năm 325, Công đồng chấp nhận "Bản tuyên xưng Nixêa". Hai linh mục đại diện Giáo hoàng đặt bút ký trước nhất. Arius và hai Giám mục không ký bị vạ tuyệt thông và lưu đày

## Tranh cãi về Arian

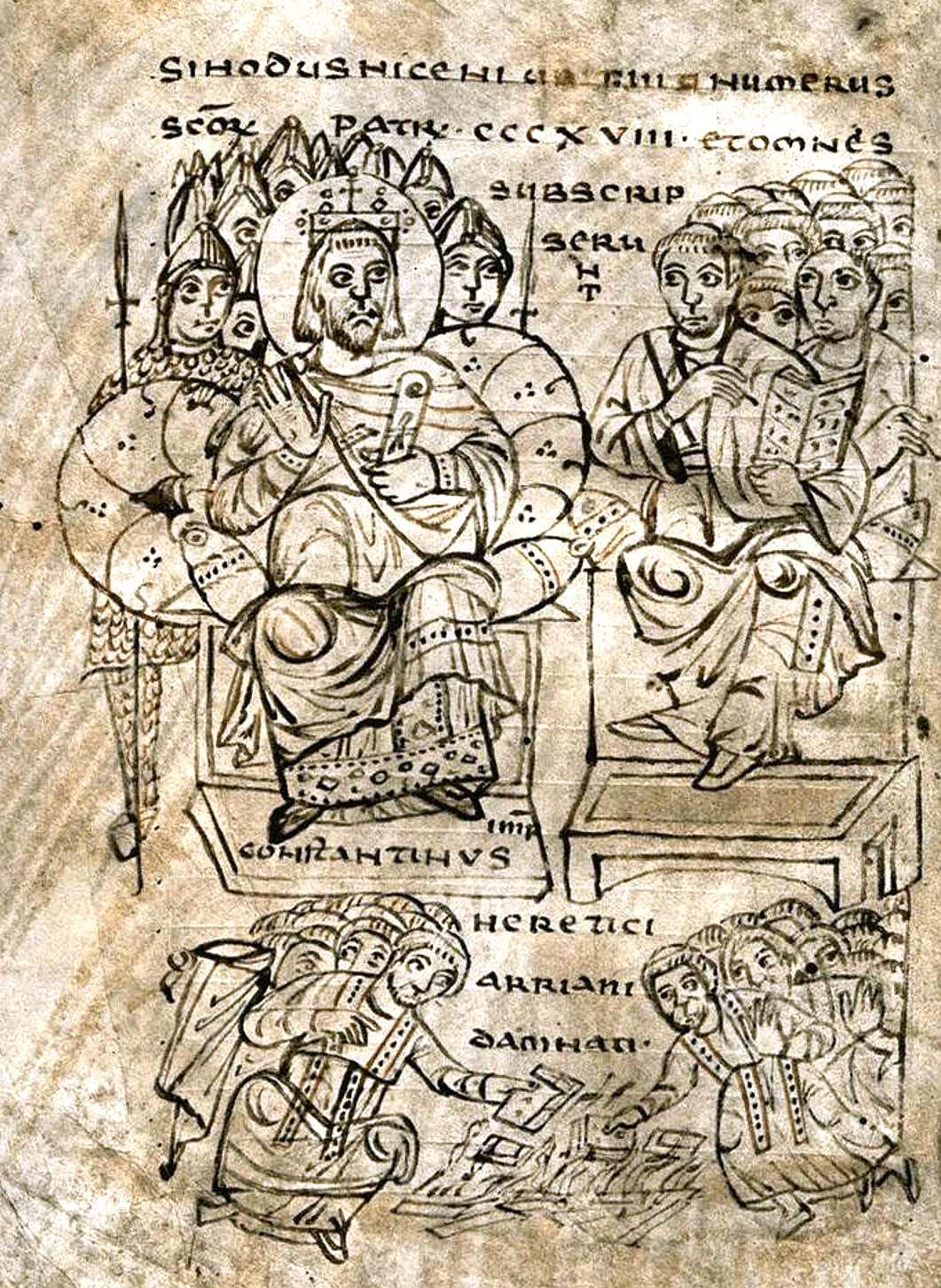
Công đồng Nicea và việc lên án lạc thuyết Arian.

Arius người xứ Libya, đã từng theo học với Lucianus ở Antiokia. Năm 310, ông thụ phong linh mục và được cử coi sóc giáo xứ Baucalis, ngoại ô thành Alexandria. Arius nổi danh là nhà giảng thuyết, hấp dẫn được nhiều thính giả. Từ đây, ông bắt đầu đưa ra nhiều quan điểm mới về giáo lý.
Giáo thuyết Arius bắt đầu với một quan điểm trung thực: Thiên Chúa là Đấng duy nhất và tự hữu, không thể sinh ra bởi nguyên nhân nào khác. Nhưng ông nói thêm: Thiên Chúa không thể thông bản tính mình cho ai được, vì nếu chủ trương khác, tức là phủ nhận Thiên Chúa, Đấng đơn thuần duy nhất. Bởi vậy ông kết luận tất cả mọi vật ngoài Thiên Chúa đều là thụ tạo, trong đó có cả Đấng Kitô, Ngôi Hai Thiên Chúa. Theo Arius, Chúa Kitô không phải là Thiên Chúa, không ngang hàng không đồng bản tính với Ngôi Cha. Ngài chỉ là một tạo vật hoàn hảo nhất, có trước thời gian, nhưng không phải vô thủy vô chung. Đức Giê-su được chọn làm Con Thiên Chúa, được tham dự Thiên tính, được đặt làm trung gian giữa Thiên Chúa và loài người. Arius mượn lời trong Phúc âm thánh Gioan: "Cha Ta cao trọng hơn Ta" (24, 28), để minh chứng sự xa cách giữa Chúa Cha và Chúa Con.
Arius đã thuyết phục được các Giám mục ở Đông phương, phần lớn là môn đệ của Lucianus. Ông còn gây nhiều ảnh hưởng trong nhóm nghiêm túc chủ nghĩa Melecius ở Alexandria. Arius cũng giành được sự ủng hộ của giới phụ và giới bình dân... Tuy nhiên, ngay từ đầu Arius đã bị phản đối bởi các chức sắc xứ Libya và Ai Cập, nhất là thánh Alexander, Giám mục thành Alexandria. Alexander cho rằng Chúa Giêsu và Chúa Cha là một Thiên Chúa duy nhất, tức là đồng bản thể. Ông tin rằng những người theo quan điểm Arian phá hủy sự hiệp nhất của Chúa Trời và trái với Kinh Thánh ("Tôi và Chúa Cha là một"; Gioan 10:30). Hơn nữa trong đó còn nói "để tất cả nên một, như, lạy Cha, Cha ở trong con và con ở trong Cha, để họ cũng ở trong chúng ta. Như vậy, thế gian sẽ tin rằng: Cha đã sai con". (Gioan 17: 21).
Năm 322, công đồng miền họp tại Alexandria có gần 100 Giám mục tham dự đã kết án Arius, khiến ông phải rời bỏ Alexandria đến trú ngụ ở Cesarea (Palestina) với Giám mục Eusebius thành Nicomedia. Alexander liền gửi thư cho các Giám mục, trình bày công việc của công đồng Alexandria và tố cáo hai Giám mục che chở kẻ bị kết án. Từ đó, cuộc tranh luận trở nên công khai làm xôn xao các xứ Syria, Palestina và Tiểu Á.
Kết quả của cuộc tranh luận tại công đồng, phe Arian bị kết án. Giám mục Osio đưa ra bản Kinh Tin Kính trong đó khẳng định Chúa Con đồng bản tính (Homoousios) với Chúa Cha, xác định Cha và Con bằng nhau hoàn toàn. Arius và 2 Giám mục theo ông bị đày qua Ba Tư. Ba Giám mục khác không đồng ý nhưng ký nhận, về sau rút lại, bị đày qua Gallia.

## Tín điều Nicea

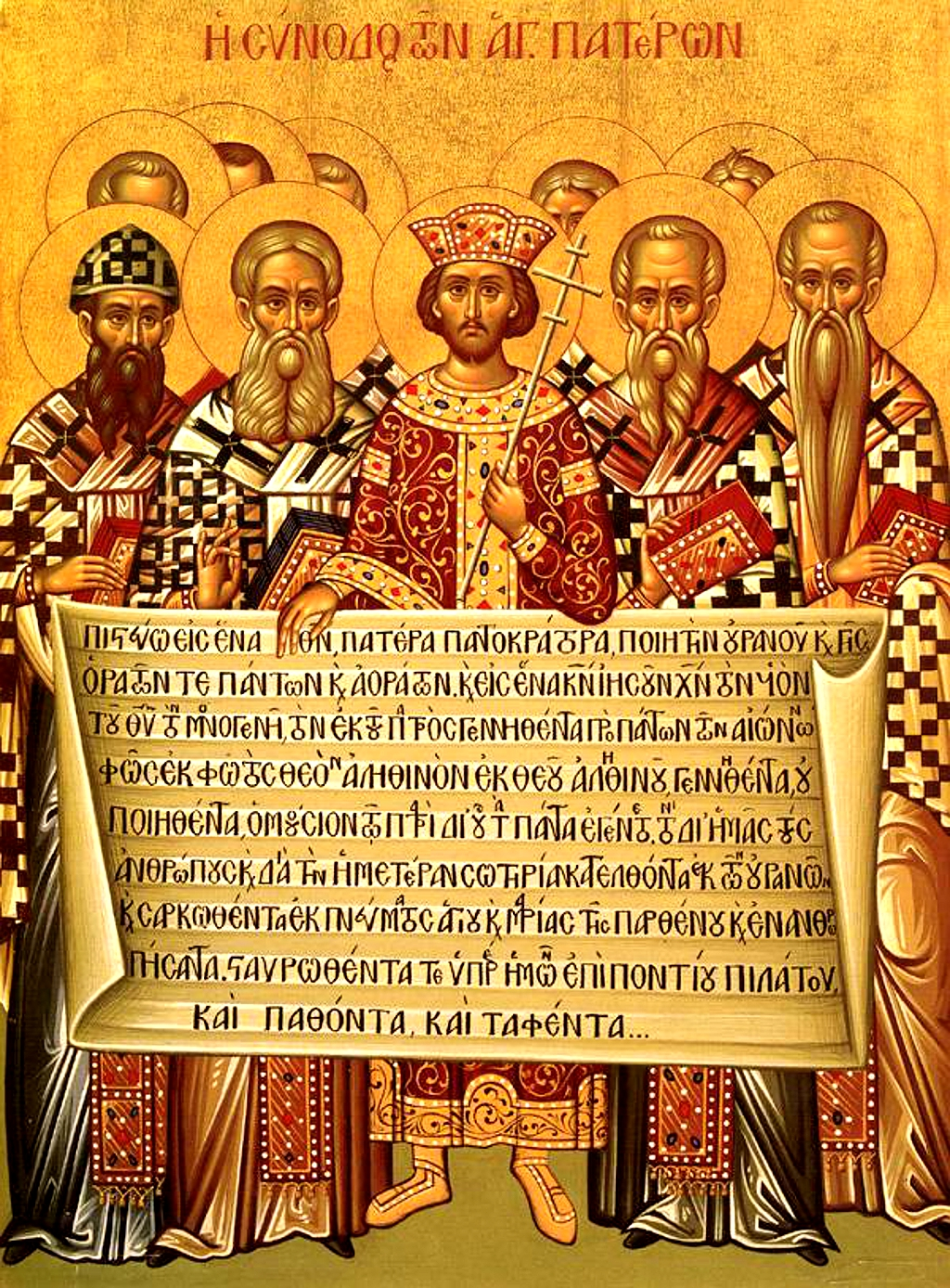
Icon mô tả Hoàng đế Constantine và những Giám mục của Công đồng Đầu tiên tại Nixê năm 325 đã trình bày tín điều Nixê rõ ràng trong năm 385.

Một trong những đề xuất được thực hiện bởi công đồng là việc tạo ra một tín điều tóm tắt đức tin Kitô giáo. Một số tín điều đã tồn tại từ trước đó. Tại Rôma, ví dụ, Kinh Tin Kính các Thánh Tông Đồ đã được phổ biến, đặc biệt là sử dụng trong mùa Chay và mùa Phục Sinh. Trong Công Đồng Nicea, một tín ngưỡng cụ thể được sử dụng để xác định đức tin của Giáo hội dành cho những người tuyên xưng và loại trừ những người không tin.
Một số câu từ đặc biệt trong Tín điều Nicea, có lẽ là do Hosius thành Cordova, đã đưa vào với mục địch đối phó với những quan điểm của thuyết Arian:.
"Tôi tin kính một Thiên Chúa là cha toàn năng, Đấng tạo thành trời đất muôn vật hữu hình và vô hình. Tôi tin kính một Chúa Giêsu Kitô Con Một Thiên Chúa, sinh bởi Đức Chúa Cha từ trước muôn đời. Người là Thiên Chúa bởi Thiên Chúa, ánh sáng bởi ánh sáng, Thiên Chúa thật bởi Thiên Chúa thật. Được sinh ra mà không phải được tạo thành, đồng bản tính (homoousios, consubstantialis) với Đức Chúa Cha... Vì loài người và để cứu rỗi chúng tôi, Người đã từ Trời xuống thế". "Hội thánh Công giáo tuyên án phạt vạ tuyệt thông những ai nói rằng: Chúa Giêsu Kitô có từ trước muôn đời, và những ai nói rằng: Trước khi Người sinh ra, Người chưa có, và những ai nói rằng: Người bởi không hoặc bởi bản thể khác mà được tạo dựng".

## Tính ngày Lễ Tiệc Thánh bằng lịch Do Thái
Theo Kinh Thánh, các tính đồ giữ nghi thức ăn Lễ Tiệc Thánh vào ngày 14 tháng Nisan, tương ứng với ngày Lễ Vượt Qua của Do thái giáo.
Lễ Phục sinh được giữ vào Chúa Nhật đầu tiên sau ngày Lễ Vượt Qua và Lễ Bánh không men của Do thái giáo. Người Kitô hữu cho rằng cái chết và sự phục sinh của Đức Giêsu được diễn ra trong thời gian này.
Tân ước không có đoạn nào nói về việc ăn Lễ Tiệc Thánh vào ngày Lễ Phục Sinh. Điều này chỉ xuất hiện vào thế kỷ thứ hai công nguyên. Các Giáo hội Đông phương thuộc miền Tiểu Á như Êphêxô, Smyrne...theo sát với truyền thống Do thái giáo, và Kinh Thánh, họ mừng Lễ Tiệc Thánh vào ngày Lễ Vượt Qua theo ngày 14 tháng Nisan, và ngày này rơi vào một ngày trong tuần chứ không bắt buộc phải là ngày Chúa nhật.
Ngược lại Giáo hội Tây phương tại Rome, bên Palestine, Ai Cập, Hy Lạp và xứ Gaule (Pháp) lại mừng Lễ Tiệc Thánh vào ngày Lễ Phục Sinh vào ngày Chúa nhật vì Chúa Giêsu sống lại vào ngày Chúa nhật. Ngày Chúa nhật này có thể rơi vào ngày 14 Nisan của Do thái, hay là Chúa nhật kế tiếp nếu như ngày 14 Nisan không là một ngày Chúa nhật.
Cuộc tranh cãi về việc ăn Lễ Tiệc Thánh dẫn đến sự cử hành nghi lễ này khác nhau giữa các vùng khác nhau. Khi mừng Lễ Tiệc Thánh vào ngày 14 Nisan, các giáo hội Đông phương cũng mừng mầu nhiệm Đức Giêsu chết và sống lại, nhưng họ đánh dấu trọng tâm vào cái chết của Người, trong khi đó bên Tây Phương nhấn mạnh vào sự sống lại. Cuộc tranh luận suýt gây ra đổ vỡ giữa hai bên. Vào năm 192, Giáo hoàng Victor I quyết định dứt phép thông công các Giáo hội miền Tiểu Á. Thánh Irênê can thiệp ôn hoà và Giáo hoàng rút lại vạ tuyệt thông.
Tại Công đồng Nicêa năm 325, đồng ý tách biệt lễ Vượt qua Do thái giáo và Lễ Tiệc Thánh Kitô giáo. Các nghị phụ chấp thuận ăn Lễ Tiệc Thánh vào ngày Lễ Phục sinh vào ngày Chúa nhật tiếp theo tuần trăng tròn (14 Nisan) sau ngày xuân phân (21/3).

## Ly giáo Meletian
Việc đối phó với Meletian, một giáo phái ly khai từ sớm, cũng là một vấn đề quan trọng được đặt ra ngay từ trước Công Đồng Nicea. Sau khi thảo luận Meletius, được quyết định vẫn được phép ở trong địa phương của mình là Lycopolis ở Ai Cập, nhưng không được phép thực hiện thẩm quyền Giám mục hoặc tấn phong giáo sĩ mới, ông bị cấm ra khỏi thành. Melitius vẫn giữ danh hiệu Giám mục của mình, nhưng các giáo sĩ được truyền chức bởi các ông sẽ phải thực hiện lại nghi thức đặt tại. Những người được phong chức bởi Meletius trước đó được coi là không hợp lệ. Hàng giáo sĩ được thụ phong bởi Meletius không được làm bất cứ điều gì mà không có sự cho phép của Giám mục Alexander.

## Những vấn đề khác
Cuối cùng, Công đồng đã ban hành hai mươi điều luật mới gọi là giáo luật. Mặc dù số lượng các điều luật vẫn còn bị tranh cãi. Hai mươi điều luật ấy sau đây được liệt kê trong các sách của các Thánh tại Công đồng Nicea và hậu Công đồng Nicea như sau:
1.cấm tự thiến (xem sách Origen)
2.Có sự thẩm tra tối thiểu đối với những người muốn gia nhập đạo.
3.Nghiêm cấm sự có mặt của một phụ nữ trẻ tuổi hơn trong nhà giáo sĩ mà việc ấy có thể làm cho ông ta bị nghi ngờ.
4.Giáo lệnh của một Giám mục phải có sự tán thành của ít nhất ba Giám mục cấp tỉnh, và được xác nhận bởi tổng Giám mục.
5.Hội đồng tôn giáo cấp tỉnh được tổ chức hàng năm.
6.Thừa nhận quyền hành riêng biết dành cho các Giám mục của Alexandria, Rôma là những vùng đặc biệt
7.Thừa nhận các quyền danh dự của Hội thánh Jerusalem.
8.Những quy định đối với những người Novatianist.
9-14 Quy định thủ tục đối với những kẻ bị sa ngã trong giai đoạn bắt bớ tôn giáo dưới thời Lixiniút.
15-16 Cấm giáng chức các linh mục.
17. Cấm cho vay nặng lãi trong hàng giáo sĩ
18. Các Giám mục và các người truyền giảng phúc âm có vị thế hơn hẳn các thầy trợ tế trong việc thực hiện các phép thông công và làm phép bánh, rượu.
19. Tuyên bố vô hiệu hóa phép báp têm do những người dị giáo Pôlia đặt ra.
20. Cấm quỳ trong khi tế lễ vào những ngày chủ nhật và trong năm mươi ngày của kì lễ sau Phục sinh ("Lễ Ngũ Tuần"). Tư thế đứng là tư thế chuẩn khi cầu nguyện trong giai đoạn này, hiện nay điều này vẫn còn được cử hành trong Chính thống giáo Đông phương và Hội thánh Công giáo phương Đông. (Cùng lúc này, Cơ đốc giáo phương Tây đã sử dụng ngày chủ nhật cuối cùng làm Lễ Ngũ Tuần, có nghĩa là ngày thứ 50.)
Ngày 25 tháng 7 năm 325, công đồng bế mạc cùng thời gian với việc kỷ niệm 20 năm trị vì của Hoàng đế.

## Những tác động của Công đồng
Những tác động dài lâu của Công đồng Nixea rất có ý nghĩa. Lần đầu tiên, các đại diện của nhiều Giám mục của toàn Hội thánh Kitô giáo được triệu tập để thông qua một lời tuyên bố có tính kinh điển. Cũng là lần đầu tiên, Hoàng đế (Constantine) thể hiện vai trò của mình, bằng cách triệu tập các Giám mục theo lệnh của ông ta, và dùng quyền lực nhà nước để ban hành những mệnh lệnh của Công đồng.
Tuy nhiên, Công đồng đã không giải quyết được hoàn toàn những vấn đề thảo luận và một thời kỳ xung đột và chao đảo xảy ra trong một khoảng thời gian sau công đồng. Bản thân vua Constantine được nối ngôi bởi hai Hoàng đế theo phái Arian, con trai hoàng đế là Constantius II và Valens. Valens đã không thể giải quyết những vấn đề nổi cộm về tôn giáo.
Thỏa hiệp trong công đồng Nicea chẳng bao lâu bị đặt lại vấn đề. Nhiều người không đồng ý chữ Homoousios (Đồng bản tính) vì không có trong Kinh Thánh. Họ cảnh giác sợ rơi vào lạc giáo không phân biệt Cha với Con. Đa số các vùng Đông phương theo họ, trừ thánh Athanasio, Giám mục Alexandria (+373). Giáo hội bên Tây vẫn trung thành với Nicêa... Để xoa dịu quần chúng, Hoàng đế phát lưu Athanasio, mở công đồng Tyro (335), ân xá cho Ario và đón ông về cách long trọng.
Tại Công đồng Sardica (343), Đông phương đòi kết án Athanasius. Năm 351, hoàng đế Constantius theo hẳn Arian. Giáo hoàng Libêrô, thánh Hilario, Giám mục Osio thành Cordoba...bị đi đày. Libêrô bị áp lực, đã kết án những ai dùng từ homoousios để truyền bá thuyết Sabellius (Hình thái Thuyết: một Chúa với ba hình thức)